# Unsichtbarer Feind
Unsichtbarer Feind ist ein US-amerikanischer Actionfilm von Michael Keusch aus dem Jahr 2007. Die Hauptrolle des John Sands übernahm Steven Seagal.

## Handlung
John Sands, der als Spezialagent einer Untergrundabteilung der US Air Force arbeitet, ist im Besitz von Informationen, die er bei früheren Einsätzen erhalten hat. Deshalb stufen ihn seine Mitarbeiter und Vorgesetzten als gefährlich ein und sperren ihn ins Gefängnis. Dort sollen seine Erinnerungen ausgelöscht werden, doch Sands kann fliehen. Als er kurz darauf wieder gefasst wird, sind die Luftstreitkräfte bereit, seine Erinnerungen zu verschonen, wenn er ihnen innerhalb von 72 Stunden ein gestohlenes Tarnkappenflugzeug X-77 aus den Händen von Terroristen in die Vereinigten Staaten zurückholt.
Die Terroristen haben dieses mit Biowaffen ausgestattet und wollen Europa und die USA zerstören.  John geht auf das gefährliche Angebot ein.

## Kritiken
„Voller billigen Kulissen stereotyp entwickelter Actionfilm, dessen ebenso erprobter wie in die Jahre gekommener Hauptdarsteller sich weitgehend zurückhält.“